# 山根裕司
山根 裕司（やまね ゆうじ、1976年4月29日 - ）は、愛媛県出身の元バスケットボール選手である。ポジションはガード。

## 来歴
松山城南高等学校を卒業後、アイシン・エィ・ダブリュ アレイオンズ安城に入団。チーム最年長選手として14年間プレーしていたが、2014年5月15日に引退を発表した。

## 経歴
- 新玉小学校 - 城西中学校 - 城南高校 - アイシン・エィ・ダブリュ アレイオンズ安城